# ريموند هنري ليتج
ريموند هنري ليتج ولد 18 أكتوبر 1923في التونبيرغ ميسوري وتوفي 20 مايو 1949في اوريغان وكان طيارًا أمريكيًا في المجموعة المقاتلة 352 خلال الحرب العالمية الثانية ، والذي كان له الفضل في تحقيق 10.5 انتصارًا جويًا. 

## وقت مبكر من الحياة
ولد عام 1923 لأبوين هنري ومارثا أبنر ليتج. كان في الرابعة من عمره عند وفاة والده ،و قامت والدتهما بتربية ليتجي وشقيقته. في عام 1939، وقد اكتسب اهتمامًا بالطيران وعمل في مزرعة لدفع تكاليف دروس الطيران. التحق بمدرسة ألتنبرغ الثانوية لمدة عامين، لكنه تخرج من مدرسة بيريفيل الثانوية في  1942.